# Gregorio Fuentes
Pour les articles homonymes, voir Fuentes.
Gregorio Fuentes (11 juillet 1897 - 13 janvier 2002) est un capitaine de navire marin pêcheur cubain, d'origine espagnole. Il est un des symboles et trésor national de Cuba, de par son histoire d’amitié avec son inséparable compagnon d'aventure et confident, l'écrivain américain Ernest Hemingway entre 1938 et 1960. Il est une source d'inspiration de Santiago, héros de l'œuvre Le Vieil Homme et la Mer (prix Pulitzer 1953 et prix Nobel de littérature 1954).  

## Biographie
Le 11 juillet 1897 Gregorio Fuentes naît dans l’île de Lanzarote (îles Canaries en Espagne). Il émigre à Cuba à l'âge de six ans avec son père, cuisinier du navire, disparu accidentellement durant le voyage. Sa mère et ses frères et sœurs étant restés aux îles Canaries, Fuentes est alors pris en charge jusqu'à l’adolescence par Don Raul Mediavilla, un autre immigrant des îles Canaries du navire, venu vivre à Cojimar, petit port de pêche à 10 km à l'Est de La Havane.

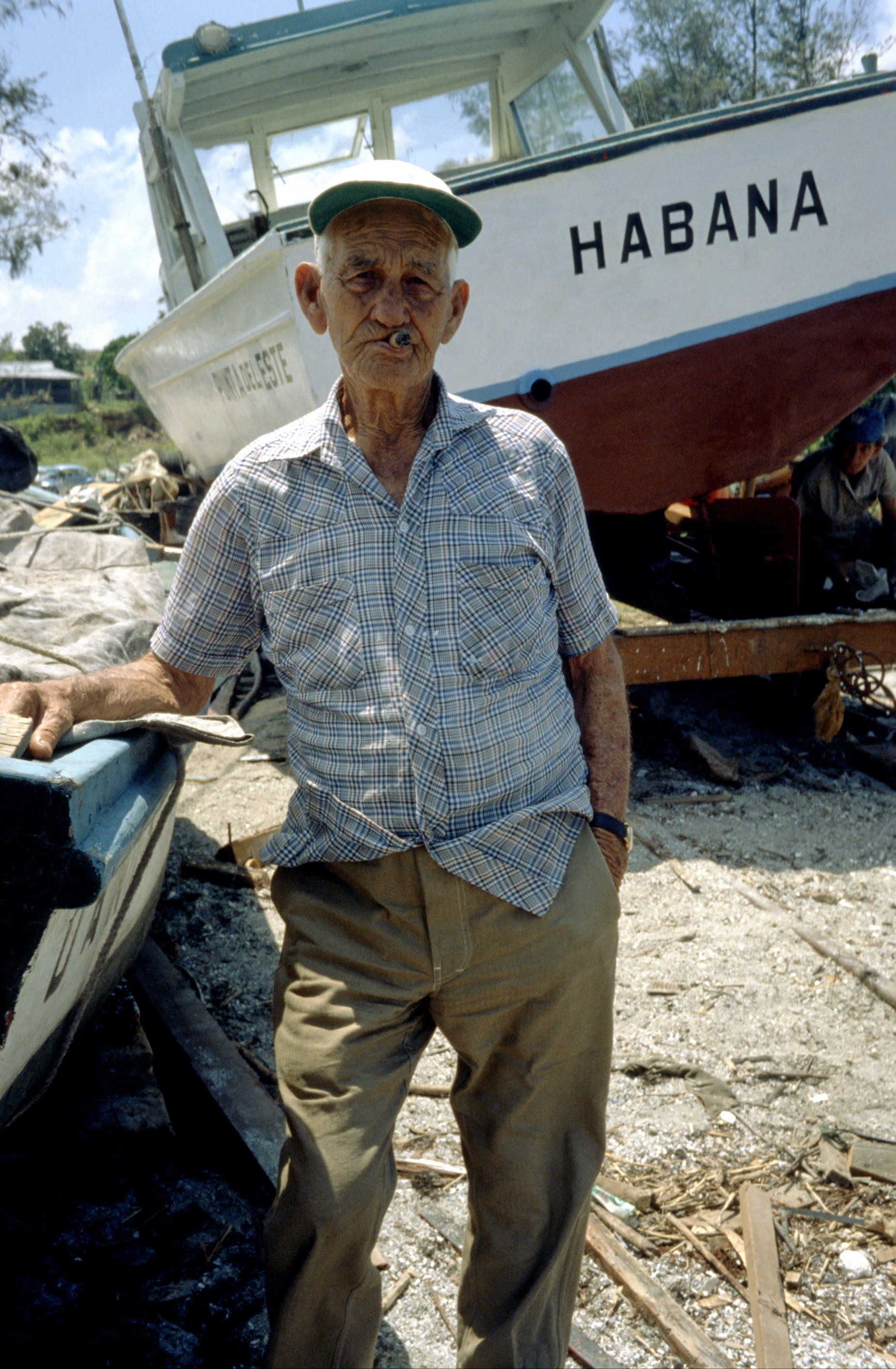
Gregorio Fuentes à Cojimar en 1993.
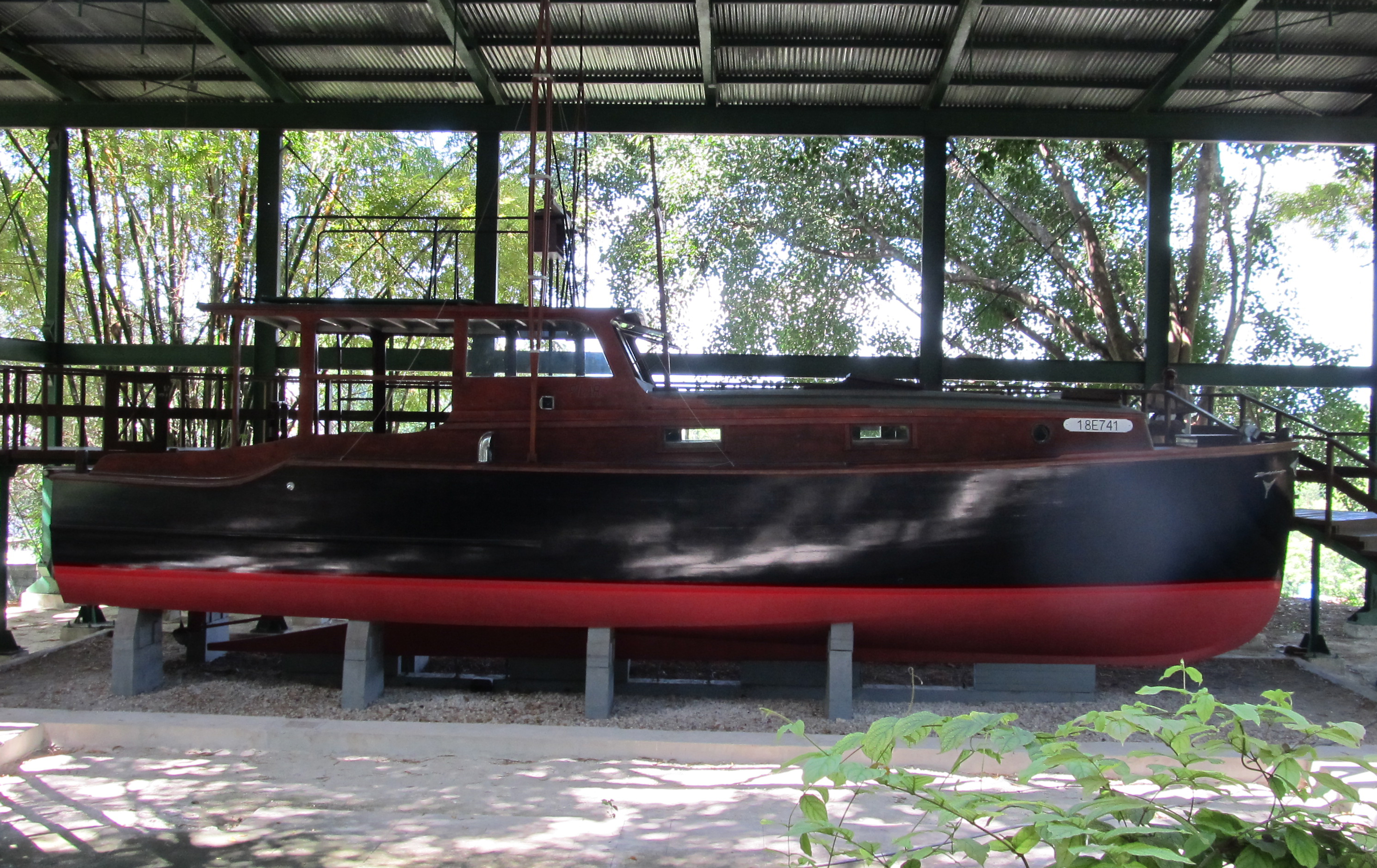
Le Pilar, exposé au musée Ernest Hemingway de Cuba.

Gregorio habite au 209 rue Pasuela dans une maison modeste de Cojimar, proche du bar La Terraza (lieu de prédilection d'Hemingway pour ses œuvres Le vieil homme et la mer, Îles à la dérive et En avoir ou pas ...). En 1922 il épouse sa cousine éloignée Dolores Perez, disparue en 1990 après 70 ans de mariage, avec qui il a quatre filles, sept petits-enfants et huit arrière-petits-enfants…
Fuentes choisi le métier de marin pêcheur en souvenir de son père et rejoint la société de navigation à Cuba en tant que capitaine de navire de pêche. Dans les années 1920 le capitaine Fuentes sauve Ernest Hemingway en panne de carburant, à la dérive à plusieurs milles nautiques au large de la côte de la Floride, dans le détroit de Floride entre la Floride et Cuba. Fuentes remorque Hemingway aux îles Tortugas au large de son port d'attache de Key West où il vit. Hemingway prend alors congé de lui par un « Adieu mon ami. Je vous reverrai à Cuba ». 

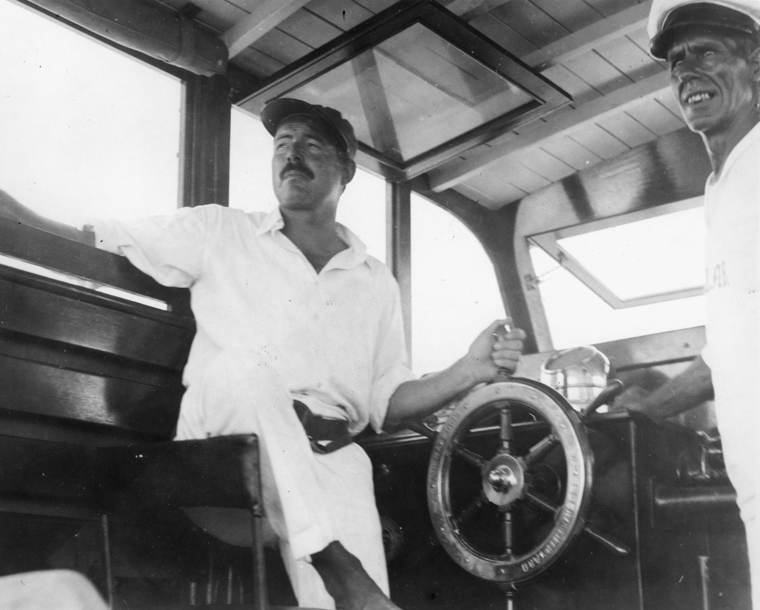
Ernest Hemingway à bord du Pilar avec le capitaine Carlos Gutierrez en 1934.
Hemingway en 1950 à bord du Pilar.
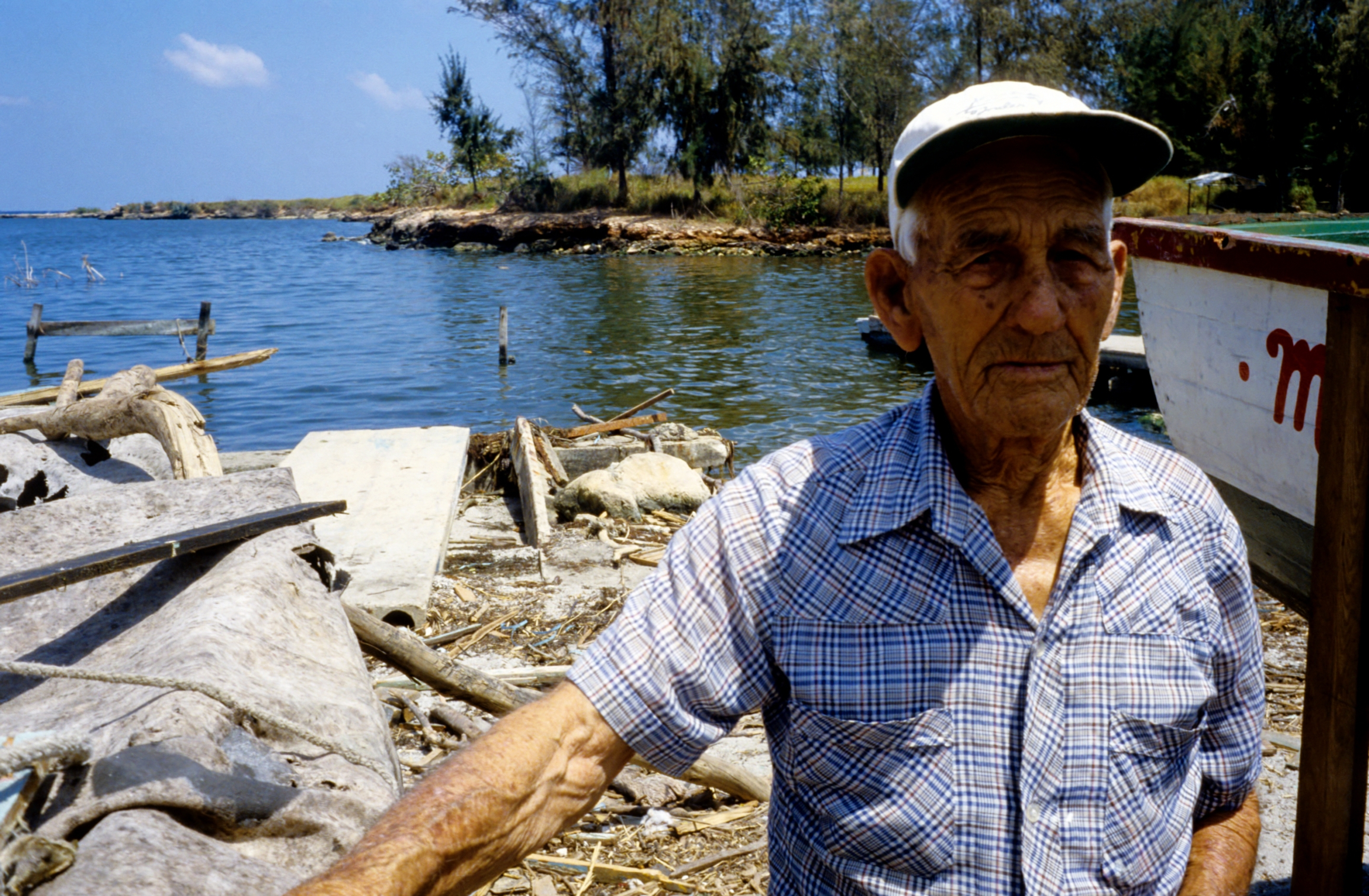
Gregorio Fuentes à Cojimar en 1993.

En 1928 grâce à un ami commun, Fuentes et Hemingway se retrouvent à Cuba alors qu’Hemingway, à la suite d'un coup de cœur pour La Havane, fait de Cuba son île d'adoption et s'installe à l'hôtel Ambos Mundos de La Habana Vieja (centre historique de la ville). 
En 1933 Hemingway remplace sa passion pour la tauromachie pour une passion pour la pêche au gros (marlins, thons, espadons ... ). En 1934 grâce aux revenus de son œuvre Les Vertes Collines d'Afrique, il achète son propre bateau de pêche, le Pilar, qu'il amarre près de sa maison de Key West en Floride, puis au petit port de pêche de Cojimar de Cuba. Il en confie le commandement au capitaine marin pêcheur Carlos Guttierez, qui a écumé le Gulf Stream durant 40 ans, et qu'il crédite de lui avoir enseigné tout son savoir en matière de capture de marlin…
En 1938 après s’être brouillé avec Carlos Gutierrez, Hemingway engage Fuentes pour 250 dollars par mois à titre de capitaine de son bateau, de cuisinier en mer qui lui prépare entre autres ses cocktails cubains préférés dont les mojitos et daiquiris. Une relation d'amitié fraternelle profonde se lie à vie entre les deux inséparables compagnons d'aventure et confidents. Hemingway dit souvent à son capitaine « vous et moi, nous sommes comme des frères ». Alors qu'Hemingway s'est installé en 1940 à la Finca La Vigía près de La Havane (devenue depuis musée Ernest Hemingway de Cuba), ils écument tous les deux intensivement le détroit de Floride entre Cuba, Key West et les Bahamas, avec pour trophée record un marlin de plus de 700 livres (300 kg) pêché avec un combat de plus de trois heures au large du Pérou. Les deux amis fêtent traditionnellement leurs anniversaires à 11 jours d'intervalle, en partageant une bouteille de whisky en remplacement de leur rhum cubain habituel, tradition conservé jusqu’à la fin de sa vie par Fuentes.
Au cours de la seconde Guerre mondiale, entre 1942 et 1944, soutenue par les États-Unis, Hemingway et Fuentes arment le Pilar (peint en noir, armé d'une mitrailleuse et de grenade anti-sous-marine) pour patrouiller et chasser sans succès dans les eaux de Cuba, une douzaine de sous-marins allemands basés à Les Cayes à Haïti. Hemingway raconte cette épopée dans son œuvre Îles à la dérive. Quelques années plus tard, Fuentes confie avoir patrouillé la même côte dans les années 1950 pour participer à la révolution cubaine de Fidel Castro contre le président Batista. 
En 1952 Hemingway publie son œuvre Le Vieil Homme et la Mer, inspiré entre autres de la vie de son ami marin pêcheur. L'œuvre obtient le prix Pulitzer 1953 et le prix Nobel de littérature 1954. Son œuvre est une ode à la lutte des hommes face à l'adversité de la vie. 
En 1960 à la suite d'importants problèmes de santé et à l'instauration de l'embargo des États-Unis contre Cuba par le président Eisenhower contre la politique de Castro, Hemingway abandonne définitivement à contre cœur son île d'adoption et la plupart de ses biens sur place pour retourner aux États-Unis. Il lègue le Pilar à son capitaine qui jure de ne plus jamais sortir en mer ni pêcher en apprenant la disparition rapide de son ami le 2 juillet 1961. Fuentes lègue le bateau en échange d'un téléviseur à Fidel Castro, qui le fait déclarer monument national et exposer à la Finca La Vigía (musée Ernest Hemingway de Cuba). Les pêcheurs du village de Cojimar ont fait don d'un morceau de laiton de leur bateau, fondus en buste en bronze du romancier, placé face à la mer en souvenir de lui, tout proche de La Terraza où Hemingway buvait ses mojitos avec ses amis cubains…
Gregorio est depuis une célébrité et une des principales attractions touristique de Cojimar, devenu lieu de culte et de pèlerinage pour les fans d'Hemingway. Il passe ses dernières années à signer des autographes, se faire prendre en photo pour 10 ou 20 dollars par les touristes, à boire du rhum, fumer ses cinq ou six cigares cubains quotidiens préférés roulés à la main (Romeo y Julieta, Hoyo de Monterrey ou Partagas…) et flirter avec ses nombreuses admiratrices du monde entier…
Le dimanche 13 janvier 2002 il disparaît à son domicile à Cojimar à l'âge de 104 ans, en n'ayant jamais lu Le vieil homme et la mer « Je n'ai pas besoin de lire ses livres, je connaissais l'homme lui-même. J'étais là et j'ai vécu tout cela avec lui ».